# Satipoella hellipoides
Satipoella hellipoides is een keversoort uit de familie boktorren (Cerambycidae). De wetenschappelijke naam van de soort is voor het eerst geldig gepubliceerd in 1964 door Lane.